# Ширковский, Дмитрий Иосифович
Дмитрий Иосифович (Осипович) Ширковский (1897—1953) — участник Белого движения на Юге России, полковник Корниловского ударного полка.

## Биография
Уроженец Минска. Учился в Киевском коммерческом институте.
С началом Первой мировой войны поступил в Киевское военное училище, по окончании ускоренного курса которого произведен был в прапорщики с зачислением по армейской пехоте. 17 февраля 1916 года переведен в 115-й пехотный Вяземский полк, а 18 февраля того же года произведен в подпоручики. Произведен в поручики 4 ноября 1916 года, в штабс-капитаны — 19 января 1917 года. Из наград имел орден Св. Станислава 3-й степени с мечами и бантом.
С началом Гражданской войны вступил в Добровольческую армию, был зачислен в Корниловский ударный полк. Участвовал в 1-м Кубанском походе. Во время наступления на Ростов в феврале 1920 года штабс-капитан Ширковский был командиром 1-го батальона 1-го Корниловского полка и временно командовал полком после ранения капитана Дашкевича. С 8 марта 1920 года — временно исправляющий должность командира полка. В Русской армии был произведен в подполковники. Награждён орденом Св. Николая Чудотворца
За то, что в боях 25 мая 1920 года под с. Преображенкой, увлекая личным примером командуемый им батальон, ворвался на укрепленную позицию противника и захватил противоштурмовое орудие. Затем под губительным огнем батареи противника, стрелявшей на картечь, несмотря на большое превосходство сил противника овладел селом Преображенка и захватил 3 орудия, 6 пулеметов и 20 человек пленных.
С июля 1920 года — вновь командир 1-го батальона 1-го Корниловского полка, в каковой должности оставался до эвакуации Крыма. В бою 28 октября 1920 года на Юшуньских позициях принял полк после ранения полковника Гордеенко. На 18 декабря 1920 года — в 1-й роте Корниловского полка в Галлиполи. С 24 декабря 1921 года назначен командиром 2-й роты Корниловского полка. Произведен в полковники.
С 1923 года в эмиграции во Франции. Был директором сахарного завода. Трагически погиб в 1953 году в Париже. Похоронен на кладбище Сент-Женевьев-де-Буа.
Был женат на Наталье Петровне Петровой, умершей в 1969 году в Суасоне.

## Награды
- Орден Святого Станислава 3-й ст. с мечами и бантом (ПАФ 8.05.1917)
- Орден Святителя Николая Чудотворца (Приказ ВСЮР № 167, 11 июля 1920)